# Coelotes filamentaceus
Coelotes filamentaceus är en spindelart som beskrevs av Tang, Yin och Zhang 2002. Coelotes filamentaceus ingår i släktet Coelotes och familjen mörkerspindlar. Inga underarter finns listade i Catalogue of Life. Arten förekommer i Kina.